# Michael H. Stone
Michael H. Stone, M.D.⁠(d) (n. 1933, Syracuse⁠(d), New York, SUA – d. 6 decembrie 2023) a fost un psihiatru american și profesor de psihiatrie clinică la Columbia University College of Physicians and Surgeons⁠(d) din New York City.

## Biografie
Stone s-a născut în Syracuse, New York⁠(d) pe 27 octombrie 1933. Și-a obținut licența⁠(d) în latină și greacă în 1954 la Universitatea Cornell sub coordonarea profesorului Harry Caplan, iar în 1958 și-a încheiat studiile de medicină în cadrul aceleiași instituții. A fost ucenicul psihanalistului Harold Searles⁠(d) în perioada 1958-1963 și a fost instruit în hematologie de doctorul Allyn Ley la Memorial Sloan-Kettering⁠(d) din 1961 până în 1963. Și-a încheiat pregătirea în cadrul Institutului de Psihanaliză Columbia în 1971, iar în perioada 1966-2000 a învățat psihiatrie judiciară⁠(d) sub îndrumarea doctorului Dr. Charles Smith.

## Cercetare
În cercetările sale, Stone a susținut nevoia de flexibilitate în abordarea terapeutică a tulburării de personalitate borderline după modelul promovat de Dr. John Livesley, John G. Gunderson⁠(d) și Thomas McGlashan⁠(d). Stone a descris evoluția pacienților diagnosticați cu această tulburare în urmă cu 25-50 de ani. În 2017, Academia Americană de Psihanaliza și Psihiatrie Dinamică l-a premiat pentru o lucrare în care prezintă recomandări de tratament pentru persoanele cu tulburare de personalitate borderline.
Stone este recunoscut pentru clarificarea conceptului de psihopatie, fiind influențat de cercetările doctorilor Robert D. Hare⁠(d) și David Cooke. În perioada 2006-2007, acesta a fost gazda emisiunii Most Evil⁠(d) de la Discovery Channel. Programul prezenta viața mai multor criminali în serie, analizând brutalitatea faptelor lor pornind de la o așa-numită scală a răului. Stone a dezvoltat acest instrument pentru a examina faptele de violență pe care omul de rând le asociază îndeobște cu „răul”. Conform acestuia, considerăm o faptă ca fiind „rea” dacă este oribilă, șocantă, premeditată și provoacă suferințe puternice. Stone face distincție între crimele motivate de pasiune sau cele săvârșite prin autoapărare și cele violente asociate cu diferite grade de psihopatie și sadism. Scala este descrisă pe largă în lucrările The Anatomy of Evil din 2009 și The New Evil: Understanding the Emergence of Modern Violent Crime din 2019, cea din urmă fiind scrisă împreună cu psihologul clinician Gary Brucato.
Acesta este autorul altor 11 cărți, printre care The Borderline Syndromes (1980) și Personality-Disordered Patients: Treatable and Untreatable (1996). De asemenea, a publicat peste 250 de articole în jurnale științifice. A susținut prelegeri atât în Statele Unite, cât și în alte patruzeci de țări. A fost inclus în edițiile din 2017 și 2018 ale lucrării Who's Who in America și a fost premiat cu Visionary of the Year Award în 2018.

## Viața personală
Stone locuia în New York împreună cu soția sa, Beth. Ambii au fost sponsori ai Operei Metropolitane și ai Baletului din New York. Stone are doi fii și trei nepoți.

## Ierarhia răului
Stone a cercetat metodele și motivele a sute de criminali pentru a-și dezvolta scala „răului”. Conform lucrării The New Evil, prima categorie este alcătuită din crime justificabile (e.g. autoapărare); a doua categorie cuprinde ucigași impulsivi fără trăsături psihopatice (secțiunea 2-6); a trei categorie este formată din persoane care fie nu sunt psihopate, fie prezintă unele trăsături psihopatice, dar comit crime brutale (secțiunea 7-8); a patra categorie cuprinde ucigași psihopați care comit crime cu premeditare⁠(d) (secțiunea 9-14); a cincea categorie cuprinde crime în masă și spree killing⁠(d) (secțiunea 15-16), iar ultima categorie este formată din criminali în serie⁠(d), sadiști și torționari (secțiunea 17-22).
Toți criminalii prezentați în secțiunea „Exemple” au fost analizați în cadrul emisiunii Most Evil.
| Categorie | Criterii | Exemple |
| --------- | --- | --- |
| 01        | Crime justificabile (e.g. crime prin autoapărare); autorii nu sunt psihopați                                           | |
| 02        | Persoane geloase, imature și egocentrice care ucid din pasiune; autorii nu sunt psihopați                              | Samuel Collins, Jean Harris |
| 03        | Complici impulsivi care prezintă trăsături antisociale                                                                 | Leslie Van Houten |
| 04        | Crime prin autoapărare, însă ucigașul este vinovat de inițierea conflictului                                           | |
| 05        | Persoane traumatizate și disperate care își ucid rudele sau alte persoane, însă au remușcări                           | Martha Ann Johnson, Elmer Wayne Henley |
| 06        | Criminali impulsivi, dar fără trăsături psihopatice                                                                    | Robert John Bardo, Billy Wayne Sinclair, Coy Wayne Wesbrook, Daniel Nieto, Doyle Kelley |
| 07        | Persoane extrem de narcisiste cu unele trăsături psihopatice, care își ucid apropiații                                 | Marybeth Tinning, Mark David Chapman, Armin Meiwes, Diana Dial, David Dowler, Clara Harris, Michael Owen Perry |
| 08        | Crime cauzate de furie⁠(d); în unele cazuri au loc crime în masă                                                        | Charles Whitman |
| 09        | Persoane geloase cu multe trăsături psihopatice sau psihopatie completă                                                | Betty Broderick, Ron Luff, Robert Lopez |
| 10        | Criminali extrem de egocentrici dispuși să ucidă toate persoanele „care le stau în cale” (e.g. martori)                | Rod Ferrell, Susan Smith, Darci Pierce |
| 11        | Psihopați dispuși să ucidă toate persoanele „care le stau în cale”, inclusiv prieteni apropiați sau membri ai familiei | Ismael Cisneros |
| 12        | Psihopați obsedați de putere, care ucid când sunt încolțiți.                                                           | Ervil LeBaron, Angela Sanford |
| 13        | Psihopați inadaptabili și furioși; unii comit mai multe crime.                                                         | Ed Gein, Herbert Mullin, Martin Bryant, Karla Faye Tucker, Latasha Pulliam, Richard Angelo, Maksim Gelman, Yusef Rahman |
| 14        | Escroci egocentrici și psihopați                                                                                       | John List, Richard Farley, Diane Downs, Sylvia White, Herman and Paul Petrillo |
| 15        | Psihopați care comit crime în masă sau spree killings                                                                  | Andrew Cunanan, Charles Manson, Charles Starkweather, Susan Atkins, Charles "Tex" Watson, Patricia Krenwinkel, Colin Ferguson, Michael McDermott, Dorothea Puente, Archie McCafferty, Billy Wayne Coble, Benjamin Atkins, Paul Devoe, Jones' accomplices |
| 16        | Psihopați care comit nenumărate fapte brutale și depravate                                                             | Gwendolyn Graham and Cathy Wood, Karla Homolka, Myra Hindley, Terry Driver, Theodore Kaczynski, Shoko Asahara, Michael Swango, Joseph Paul Franklin, Richard Hooten, Kendall Francois, Heriberto Seda, Levi King, Gerald Atkins, Eric Beishline, James McVey killers |
| 17        | Criminali în serie perverși; ucid pentru a ascunde dovezile și nu sunt interesați de tortură.                          | Ted Bundy, Arthur Shawcross, David Berkowitz, Richard Chase, Aileen Wuornos, Wayne Adam Ford, Henry Lee Lucas, Gerald Stano, George Russell |
| 18        | Psihopați care torturează și ucid; tortura nu este interesul principal al autorului                                    | Nathan Bar-Jonah, Gary Ridgway, Jerome Brudos, Keith Jesperson, Harvey Miguel Robinson, Terry Caylor, Glenn Helzer, Lipstick killer |
| 19        | Psihopați interesați de terorism, subjugare, intimidare, viol etc., însă nu ucid                                       | |
| 20        | Psihopați-torționari care suferă de psihoză                                                                            | Joseph Kallinger |
| 21        | Psihopați obsedați de tortură; nu își ucid victimele, însă le supun unor torturi extreme.                              | |
| 22        | Psihopați-torționari-sadici; tortura reprezintă interesul principal al autorului                                       | Tommy Lynn Sells, John Wayne Gacy, Dennis Rader, Theresa Knorr, Charles Ng, Leonard Lake, Paul Bernardo, Ian Brady, Gary Heidnik, David Parker Ray, Westley Allan Dodd, George Hodel, Jeffrey Lundgren, Edmund Kemper, H. H. Holmes, Adolfo Constanzo, John Edward Robinson, Andrei Chikatilo, Jeffrey Dahmer, Gerard John Schaefer, Judith Neelley, Richard Kuklinski, Daniel Conahan, Dean Corll, Ronald Gene Simmons, Jack Owen Spillman, David Elliot Penton, Robert Ben Rhoades, Jim Jones |